# 金券
金券（きんけん）とは、硬貨（貨幣）や紙幣などの現金通貨ではないものの、現金通貨に準じる形で流通している物の総称。有価証券とは異なる。「金券ショップ」の「金券」など通常はこの意味で用いられ、以下、「古物営業法上の金券」の節で述べる。
このほか「金券」には以下のような意味もある。
- 商法の有価証券法の分野で学問上用いられる概念で、私法上の権利を表章しているわけではなく法令によって証券そのものに当然に特定の価値が認められている証券。この意味の「金券」には銀行券等を含み、商法上の有価証券とは区別される。以下、「商法の講学上の金券」の節で述べる。
- 金本位制（金地金本位制）において中央銀行が金地金との交換を保証した紙幣。兌換金券ともいう。

## 古物営業法上の金券

### 概説
古物営業法では、「金券類」として定義がされている。殆どの金券が「資金決済に関する法律」の規制に基づき運用されている。適用を受けないものについてもこの法律の適用除外を理由とされている。金券の売買は古物商、リサイクルショップの一業種として行われており、金券ショップとも呼ばれる。
自社のみで使う券（自家型）は発行後の届け出制だが、共通ビール券など自社以外の店舗でも使える券（第三者型）は、発行前に登録しなければならない。自家型の場合は未使用残高が700万円を超えると、各財務局への届け出義務が生じる。さらに1000万円を超えると、経営破綻などに備え、残高の半分以上を法務局に供託しなければならない。登録義務があるのに、登録をしないまま発行した場合、罰則として6ヶ月以下の懲役または50万円以下の罰金となっている。
発行者の破綻など、何らかの信用不安に陥り通用が不能になった場合、財務局により供託金の分配が行われる（例として、百貨店共通商品券が発行元百貨店の破綻によって利用できなくなるケースなど）。しかし、無届け業者が金券を売ったまま倒産した場合は金券の返金ができない問題がある（例として大阪の食品スーパー「サンエー」が無届けのまま商品券を販売して2010年に倒産したケースなど）。無届け発行者に対する監督権限が財務局にないなどの法の不備が存在する。

### 法改正による利用停止の増加
「前払式証票の規制等に関する法律」に代わる「資金決済に関する法律」の施行（2010年4月）により、払い戻しに関する規定が明文化され、利用停止が容易になった。新聞や加盟店での事業終了・払戻期間の公告・掲示で済むようになり、使用中止に伴う払い戻し期間が最低60日に短縮されたため、需要の低下した文具券や音楽ギフトカード、花とみどりのギフト券、ヘルスギフト券など使用停止になる金券（商品券）が増えており、払い戻し期間を過ぎて、知らない間に「紙くず」となる例が増えている。金融庁が使用停止された金券類の一覧を公開しているが（後述の#外部リンク参照）、一般への周知不足が指摘されている
。

### 主な金券・商品券・プリペイドカード
- 小売
  - クオカード（クオカード発行）
  - 全国共通図書券（日本図書普及発行、2005年10月販売終了）
  - 全国共通図書カード（日本図書普及発行）
  - 全国百貨店共通商品券（日本百貨店協会加盟の各百貨店発行）
  - 各種小売店商品券（イオン・セブン&アイ等）
  - 旅行券
  - 文具券（日本文具振興発行、2010年利用停止、2011年3月13日払戻期間終了）
  - 全国共通シューズ券（1997年8月31日発行停止、2013年1月31日払戻期間終了）
  - こども商品券（トイカード発行）
  - 花とみどりのギフト券
  - 省エネ家電交換ギフト券
- 信販系
  - JCBギフトカード（JTBナイスギフトカードを含む）
  - VJAギフトカード（VJA）
  - 三菱UFJニコスギフトカード
  - UCギフトカード
- 飲食・食品
  - 全国共通お食事券ジェフグルメカード
  - チケットレストラン（福利厚生用食事券、旧ＢＶ食事券）
  - ビール券 （アサヒ、キリン、サントリーは2005年に撤退、サッポロは2009年に撤退、全酒協のみ継続）
  - 清酒券
  - コカ・コーラギフト券
  - マックカード
  - ハーゲンダッツギフト券
  - 全国共通おこめ券（全国米穀販売事業協同組合発行）
  - おこめギフト券（JA全農発行）
- 交通機関
  - バス共通カード（2010年販売終了）
  - ハイウェイカード （道路関係四公団、2006年に通用停止）
  - 新幹線、特急、回数乗車券、青春18きっぷといった乗車券類
  - パスネット（2008年販売終了）
  - オレンジカード（JR、2013年販売終了）
  - メトロカード（東京地下鉄、販売終了）
  - Tカード（東京都交通局、2010年利用終了）
  - マリンカード（横浜市交通局、2008年販売終了）
  - Yカード（横浜市交通局、2008年販売終了）
  - ロマンスカード（小田急電鉄、2000年販売終了、2012年使用終了）
  - レオカード（西武鉄道、販売終了）
  - 駐車券
- 情報通信
  - テレホンカード
  - モバイラーズチェック（NTTドコモ発行のドコモテレカ 2012年3月31日に販売終了）
  - pjカード（東海）・Preca（他地区）（ソフトバンクモバイル、現ソフトバンク発行 2010年3月31日に販売終了）
  - KDDIスーパーワールドカード（KDDI発行、国際電話プリペイドカード）
  - 日本郵便が発売する切手、通常はがき（郵政民営化前は官製はがき）、レターパック（旧エクスパック）、ふみカード（旧日本郵政公社時代の2006年に通用停止）
  - 収入印紙、収入証紙
- 各種イベント入場券、持参人式の株主優待券（乗車乗船、飲食、宿泊、ゴルフプレー、映画鑑賞、コンサート観覧、スポーツ観戦、美術館・博物館、花火大会観覧、クリーニング、学習塾など）

## 商法の講学上の金券
商法の手形・小切手法（有価証券法理）の分野で講学上用いられる「金券」の概念は、私法上の権利を表章する証券である商法上の有価証券とは区別され、法令によって証券そのものに特定の価値が認められている証券を指す（権利と証券が結合しているわけではなく、証券そのものが価値を有している証券である）。この意味の「金券」には銀行券、収入印紙、郵便切手などがある。
商法の講学上の金券は証券の中で最も流通機能が強く、証券の取得（善意取得）に無重過失が要件とされる手形や小切手などの有価証券とは異なり、証券の取得に関して何ら注意義務を必要としない。また、この意味の金券は証券そのものが価値をもつものであることから、権利と証券との結合を解く除権決定をとることはできず、証券の滅失は価値そのものの滅失ということになる。